# Лехсен
Лехсен (њем. Lehsen) општина је у њемачкој савезној држави Мекленбург-Западна Померанија. Једно је од 89 општинских средишта округа Лудвигслуст. Према процјени из 2010. у општини је живјело 349 становника. Посједује регионалну шифру (AGS) 13054063.

## Географски и демографски подаци
Лехсен се налази у савезној држави Мекленбург-Западна Померанија у округу Лудвигслуст. Општина се налази на надморској висини од 42 метра. Површина општине износи 7,8 km². У самом мјесту је, према процјени из 2010. године, живјело 349 становника. Просјечна густина становништва износи 45 становника/km².